# Yeni Cami (Komotini)

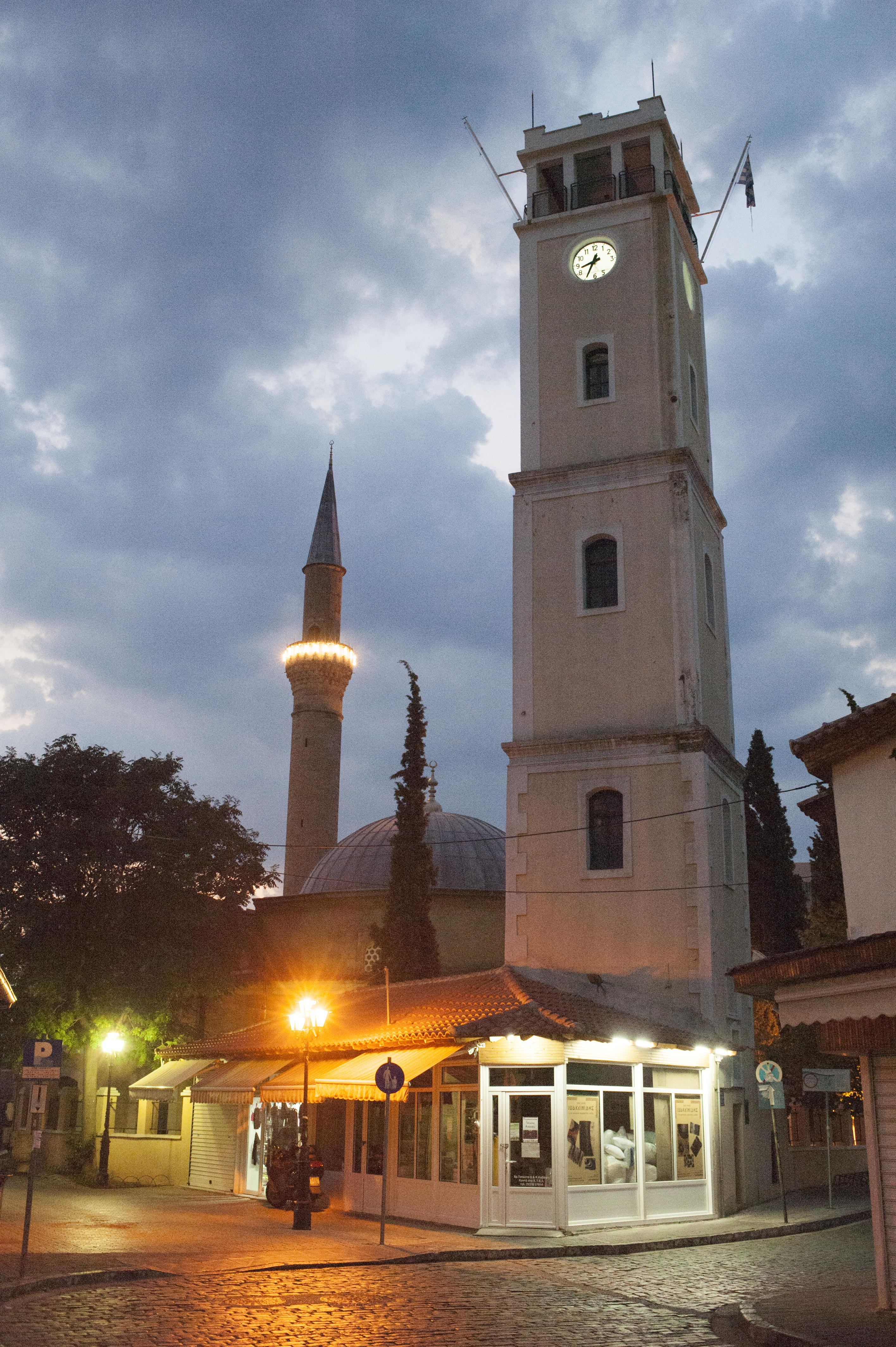
Neue Moschee mit Uhrenturm

Die Yeni Cami (griechisch Γενί Τζαμί Gení Tzamí, deutsch ‚Neue Moschee‘) oder (Νέο Τέμενος Néo Témenos) ist ein osmanisches Bauwerk in der griechischen Stadt Komotini aus dem Jahre 1585. Es ist das einzige erhaltene Gebäude in Griechenland mit originalen Iznik-Keramiken vom Ende des 16. Jahrhunderts, dem Höhepunkt der türkischen Keramikindustrie von Iznik. Die Yeni Cami befindet sich im Stadtzentrum von Komotini, direkt neben ihr befindet sich der Sitz des Muftiats der Rhodopen. Die Moschee hat eine Gebetshalle im viereckigen Grundriss und wurde zum Ende der osmanischen Herrschaft im neoklassizistischen Stil neugestaltet. Charakteristisch für die Modernisierung ist der Uhrturm aus dem Jahr 1884. In der Nachbarschaft befinden sich mehrere türkische Bäder (Hammame) aus der osmanischen Zeit. Die Yeni Cami (Neue Moschee) wurde vor der Alten Moschee von Komotini aus dem Jahre 1608 errichtet.

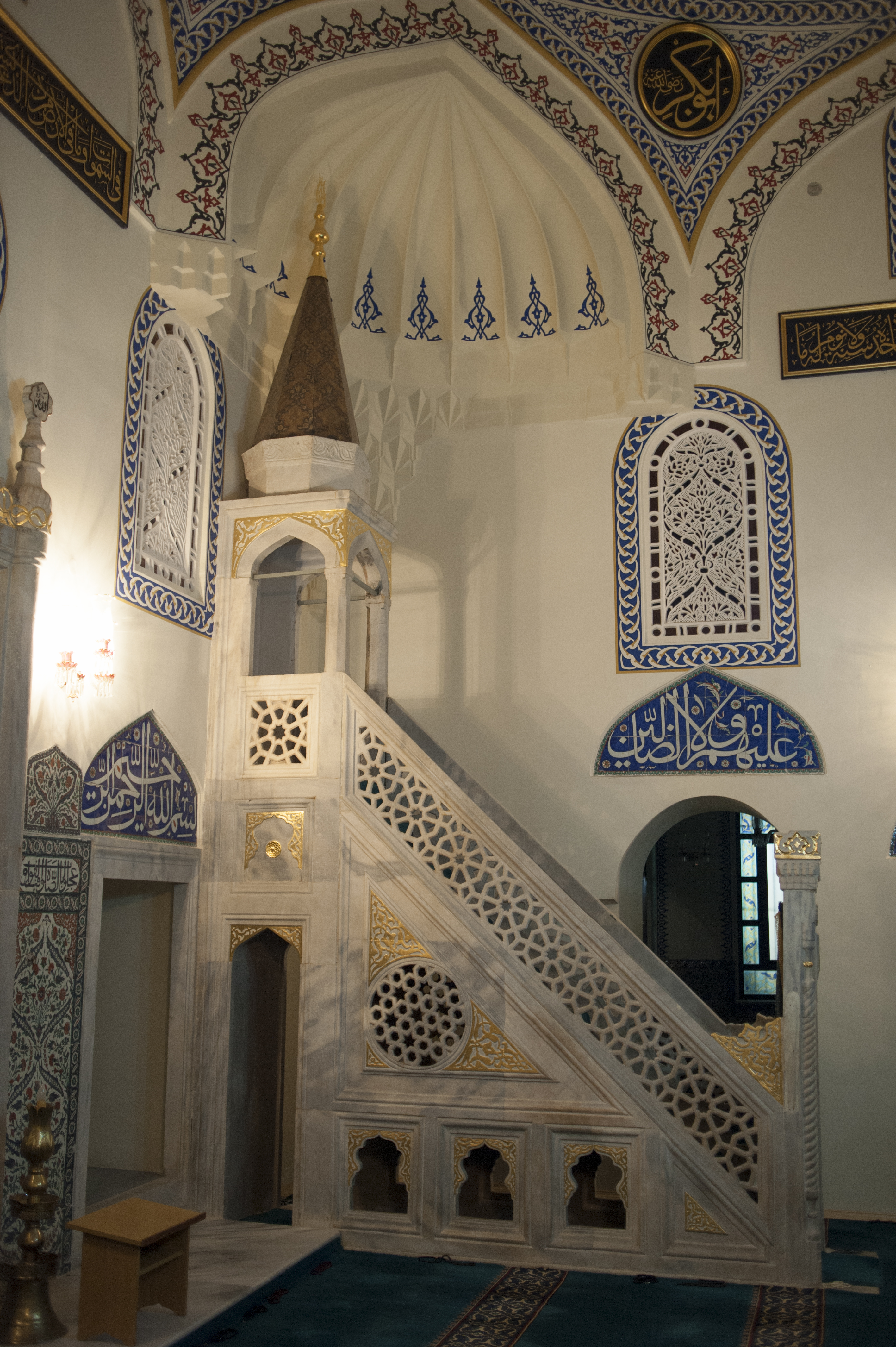
Innenansicht der Yeni Cami nach der Renovierung

Die Yeni Cami wurde gestiftet von Ekmekçioğlu Ahmet Paşa, der in den ersten Jahrzehnten des 17. Jahrhunderts als „Chefökonom“ der türkischen Sultane Achmet I. und Osman II. (1618–1622) diente. Die külliye des Ekmekçioğlu Ahmet umfasste eine medresse, ein zweifaches türkisches Bad (Hammam) sowie ein Mekteb (Schule). 
Die heutige Form der Moschee stammt aus dem Jahre 1902. In der Zeit von 2007 bis 2008 fand eine Säuberung und Restaurierung der Moschee statt. Das Ziegelbauwerk mit einer Kuppel und einem Minarett, das wiederum ein Scherefe (Balkon) hat, ist heute eine der wenigen osmanischen Moscheen in Griechenland, die noch von der muslimischen bzw. türkischen Minderheit als solches genutzt werden dürfen.